# Alrek y Eirík
Alrek y Eirík (nórdico antiguo: Alrekr –  Eiríkr; castellano: Alarico y Erico) fueron dos legendarios reyes vikingos que gobernaron Suecia en diarquía. Su figura protohistórica aparece en la saga Ynglinga, Ynglingatal e Historia Norwegiæ. Según la saga Ynglinga ambos eran hijos del rey Agne y su consorte Skjalf, por lo tanto pertenecen a la dinastía de los Ynglings. Los dos eran poderosos y excepcionales en la guerra y en los deportes, especialmente estaban muy bien adiestrados como jinetes, compitiendo entre ellos con sus caballos. Un día salieron a cabalgar, alejándose de su séquito y no regresaron; los encontraron muertos con las cabezas destrozadas, pero no había armas, solo tenían en sus manos las bridas de sus caballos. Yngvi y Alf, hijos de Alrek, sucedieron a su padre en el trono de los suiones.
Según Ynglingatal, el único que muere es Alrek. La muerte de Eirík parece que fue un malentendido en la traducción de Snorri Sturluson, quizás por la influencia de los sucesores que también eran hermanos y se mataron mutuamente.
Ynglingatal e Historia Norwegiæ mencionan a Yngvi y Alf como sucesores de Alrek.
Hogna es un error de interpretación, confundido por Agne. A diferencia de Ynglingatal, Historia Norwegiæ cita a Dag el Sabio como predecesor de Alrek. En su lugar, Alrek precede a Agne y Agne es sucesor de Yngvi (erróneamente llamado Ingjaldr). 
Íslendingabók cita una línea de descendencia en Ynglingatal y coincide con Historia Norwegiæ::  xi Dagr. xii Alrekr. xiii Agni. xiiii Yngvi.
La saga de Gautrek también cita a Alrek y Eirík como hijos de Agni y Skjálf, gobernando en diarquía y fue por ellos que Starkad escapó tras matar al rey Vikar. Starkad acompañaba a ambos en sus expediciones vikingas y cuando los hermanos se asentaron en un reino, siguió en solitario con sus incursiones. Pero Alrek vivió poco tiempo, Eirík mató a Alrek con una brida cuando entrenaba a sus caballos y gobernó como monarca absoluto de Suecia. La misma versión aparece en Hrólfs saga Gautrekssonar (Saga de Hrólf hijo de Gautrek). Aquí aparece Thornbjörg, hija de Eirík y su consorte Ingigerd, que era una afamada skjaldmö y gobernó una parte del reino. Thornbjörg incluso se hizo llamar “Rey Thorberg” (en masculino), pero se enamoró de Hrólf hijo de Gautrek y se casó, tras lo cual cedió sus armas a su padre Eirík y se dedicó a bordar.

## Gesta Danorum
Gesta Danorum de Saxo Grammaticus (Libro 5) presenta a un Ericus Desertus (Erico o Erik el Elocuente), un vikingo noruego al servicio del rey Gøtarus (Götar de Noruega). Saxo menciona que Erik estuvo al servicio del rey Fróði de Dinamarca, y tras varias heroicidades y proezas casó con la hermana del rey llamada Gunvara. Un rey de los suecos llamado Alricus (Alrekr en la tradición nórdica), estaba en guerra contra Gestiblindus, rey de los gautas y Gestiblindus buscó la ayuda de Fróði.
Erik fue a la guerra y tras matar al hijo de Alrik, Gunthiovus (nórdico antiguo: Gunnþjófr), ambos contendientes acordaron celebrar una reunión secreta donde Alrik intentó doblegar a Erik pero las negociaciones fracasaron, aunque Alrek y Erik acordaron acabar con la guerra y enfrentarse mutuamente en duelo singular. Alrek murió y Erik quedó malherido y la falsa noticia sobre su fallecimiento llegó al rey Fróði. Contra pronóstico, Erik se recuperó y regresó a la corte de Fróði como rey de Svealand, Värmland, Hälsingland y Soleyar. Fróði entonces le cedió otras tierras para que Erik las gobernase en su nombre, Laponia, Finlandia y Estonia, territorios sometidos a tributos anuales.
El duelo tras una "entrevista secreta" sugiere que Alrik y Erik estaban solos cuando lucharon. La sospecha que Erik también había muerto, tiene cierta reminiscencia con la versión de la saga Ynglinga que cita expresamente la muerte de ambos. Aunque no hay mención a las bridas de los caballos, como Erik no parece que fuese un gran duelista o campeón, sino un estratega con facilidad de palabra, es posible que Saxo pasase por alto una brida que pudo ser motivo hábil para una estratagema.